# Niki Mäenpää
Niki Emil Antonio Mäenpää, född 23 januari 1985 i Esbo, är en finländsk fotbollsmålvakt som för tillfället är en free agent. Han har tidigare spelat i Finlands landslag.

## Klubbkarriär
Niki Mäenpää var en lovande målvakt i HJK när han blev värvad av franska Lens 2003. Där tillbringade han tre år i klubbens andralag och blev även utlånad till Telstar. Efter att hans kontrakt gått ut så skrev Mäenpää på för Den Bosch där han direkt blev lagets förstamålvakt. Han gjorde 67 matcher i ligan innan han värvades av Willem II sommaren 2009. Efter att klubben blivit degraderade till Eerste Divisie så bröts kontraktet och i oktober 2011 skrev han istället på för AZ Alkmaar. I AZ blev Mäenpää tredjemålvakt efter Esteban Alvarado och Erik Heijblok, och efter säsongen så förnyades inte 1-årskontraktet.
29 maj 2012 blev det klart att hans nya klubb blev VVV-Venlo. Efter fyra säsonger som backup blev nu Mäenpää åter förstavalet och efter säsongen 2013/14 så blev han av fansen utsedd till årets spelare i VVV-Venlo.
I juli 2015 skrev Mäenpää på för Brighton & Hove Albion. Han gjorde sin debut 16 augusti 2016 när Rotherham United besegrades med 3-0. Den 1 augusti 2018 värvades Mäenpää av Bristol City.

## Landslagskarriär
Niki Mäenpää gjorde debut för Finlands landslag 2 juni 2008 i en träningsmatch mot Vitryssland. Det dröjde dock till 2012 innan han på allvar slog sig in i landslaget och spelade under året 6 av 10 matcher. Han var även det klara förstavalet under 2013.